# Lajka (TV-serie)
Lajka (ursprungligen Likea (stiliserat som LIKEA)) är en svensk drama-komediserie skapad av Felicia Danielsson och Vera Herngren, samt producerad av FLX. Danielsson och Herngren har utöver sitt skapande av serien även varsin huvudroll där de spelar influencern Rut och assistenten Cajsa.
Serien hade premiär på streamingtjänsten C More den 6 april 2022 och består av åtta avsnitt. En andra säsong hade premiär på TV4 Play den 2 april 2025.

## Rollista (i urval)
- Felicia Danielsson – Rut
- Vera Herngren – Cajsa
- Måns Nathanaelson – Lukas
- Susanne Thorson – Liselotte
- Matilda Källström – Lolli
- Edvin Törnblom – Texas Amadeus
- Hannes Fohlin – Markus
- Sam Herrgård – Sixten

## Kontrovers
Efter att C More varumärkesskyddat seriens titel "Likea" hamnade företaget i en konflikt med Ikea över likheten mellan seriens titel "Likea" och "Ikea". Där Ikea hävdade att de båda bar för stora likheter med varandra och skickade in en anmälan till Patent- och registreringsverket, vilket streamingtjänsten bestred. C More och TV4 menade dock att ”visuellt innehåller märkena visserligen en del gemensamma bokstäver, men det i sig gör inte två varumärken förväxlingsbara” och poängterade även att seriens titel är mening att läsas ut "lajka".
Ikea fick däremot medhåll från Patent- och registreringsverket som hävde varumärkesskydddningen av namnet ”Likea”.
| ”                                 | Vid en visuell jämförelse mellan "IKEA" och "LIKEA" kan det konstateras att "IKEA" innefattas i sin helhet i det sökta märket. Märkena har på detta sätt närmast identisk visuell uppbyggnad och sammansättning | „ |
| – Patent- och registreringsverket | |   |

Serien döptes senare om till Lajka.